# Ла Бука (Фиренца)
Ла Бука је насеље у Италији у округу Фиренца, региону Тоскана.
Према процени из 2011. у насељу је живело 51 становника. Насеље се налази на надморској висини од 202 м.